# ویم دلووی

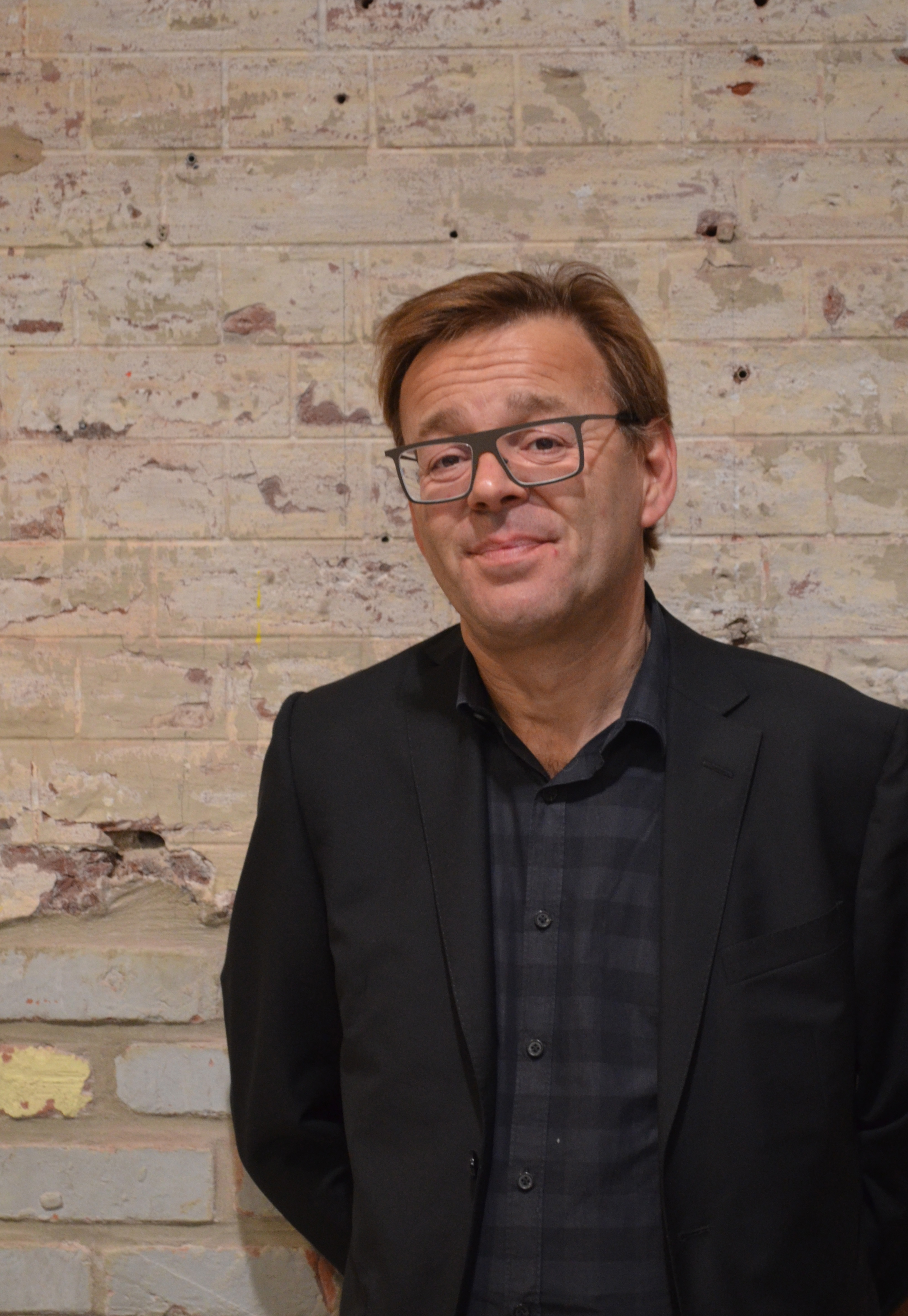
ویم دلووی، هنرمند تجسمی بلژیکی، 25 سپتامبر 2015

ویم دلووی (متولد ۱۹۶۵ در ورویک غرب فلاندر) هنرمند نئو مفهومی بلژیکی که برای پروژه‌های مبتکر و اغلب تکان دهنده خود شناخته شده است. بسیار از کار او بر بدن متمرکز شده است. او بارها جذابیت را با دافعه پیوند داده است و کارهایی با تناقضات ذاتی ساخته است. رابرت انرایت در گذرگاه‌های مرزی نوشت: «دلووی درگیر ایجاد هنری است که درک ما از اینکه چگونه زیبایی می‌تواند سازنده باشد را تغییر دهد». او در برایتون انگلستان فعالیت و کار می‌کند.

## دوران کودکی
ویم دلووی در ورویک یک شهر کوچک در بلژیک بزرگ شد. دلووی تربیت دینی ندارد ولی تحت تأثیر معماری کاتولیک رومی قرار گرفت. در گفتگو با مایکل امی نیویورک تایمز دلووی اظهار داشت: «من خاطرات زنده‌ای از راهپیمایی جمعیت در پشت یک مجسمه و همچنین زانو زدن مردم در محراب‌های نقاشی و کنده کاری شده دارم... اگر چه من به سختی از ایده‌های پنهان در پشت این نوع از تصاویر آگاه بودم اما من به زودی درک کردم که نقاشی و مجسمه‌ها اهمیت زیادی دارند".

## زندگی حرفه‌ای
علاقه به نقاشی سرانجام به هدایت او به مدرسه هنر منجر شد. دلووی گفته است که بدبینی برای بلژیک دانشجویان هنر او را آزاد کرد. در واقع او متوجه شد که او «چیزی برای از دست دادن ندارد». مدت کوتاهی پس از آن دلووی شروع به نقاشی دیوارها و رنگ آمیزی فرش‌ها در الگوهای موجود پرداخت و به آزادی بیان پر جنب و جوش در دنیای هنر آن زمان هجوم آورد.
پس از سال ۱۹۹۰ دلووی بسیاری از کارهای خود را به صورت تخصصی کارگردانی کرده است. در سال ۱۹۹۲ دلووی در نمایشی نامتقارن از کاشی‌های لعاب که نمایشی خاص از عکس‌های مدفوع او بود با نام "موزاییک" در صحنه بین‌الملل به رسمیت شناخته شد. جان هوت از سازمان داکیومنتا ادعا می‌کند «قدرت ویم دلووی در توانایی او در مهندسی ترکیب هنرهای زیبا و هنر مردمی و هم چنین جدیت در برابر طنز نهفته است." سه تا از شناخته شده‌ترین پروژه‌های او "مستراح", "هنر مزرعه" و یک سری از کارهای گوتیک است.